# Margaret Rutherford
Dame Margaret Taylor Rutherford, DBE va ser una actriu britànica, nascuda l'11 de maig de 1892 a Londres, Anglaterra i morta el 22 de maig de 1972 a Chalfont St. Peter Buckinghamshire, Anglaterra.
Va ser una truculenta Miss Marple d'Agatha Christie a cinc pel·lícules angleses. Va ser premiada amb un Oscar a la millor actriu secundària el 1963 per al paper de la Duquessa de Brighton a Hotel internacional.
Ha estat investida Dama Margaret Rutherford de l'orde de l'Imperi Britànic per Elisabet II del Regne Unit el 1967.

## Biografia

### Els seus primers anys
Nascuda a Balham, Margaret Taylor Rutherford era filla única de William Rutherford Benn i de Florence Nicholson; el cèlebre polític Sir John Williams Benn, 1r Baronet, n'era el seu oncle, i el laborista Tony Bennle, el fill del seu cosí germà.
El pare de Margaret Rutherford sofria trastorns mentals de resultes d'una depressió ansiosa, i va ser internat en un asil psiquiàtric. Sortia de vegades a l'estiu; però, el 4 de març de 1883, en ocasió d'una d'aquestes sortides, va assassinar el seu pare, el Reverend Julius Benn, pastor de l'Església Congregacionalista, trencant-li un orinal al cap. Se'l va tancar llavors a l'asil de Broadmoor, on va intentar fins i tot posar fi als seus dies. Considerat com a curat alguns anys més tard, va ser deixat anar, i sota el pseudònim de Rutherford, va tornar a trobar la seva dona.
Margaret Rutherford i els seus pares van marxar a l'Índia, mentre que era encara un bebè; però va tornar a Gran Bretanya a l'edat de tres anys, després que la seva mare es pengés d'un arbre. Va ser llavors confiada a les cures d'una tia, Mrs Bessi Nicholson, que era majordoma a Wimbledon. El seu pare va tornar igualment a Anglaterra, però per tornar a l'hospital de Broadmoor, on va passar la resta de la seva vida.
Rutherford va fer els seus estudis a Wimbledon High School i a la Royal Academy of Dramatic Art (RADA).

### La seva carrera
Va ser en principi professora d'art dramàtic, i no va arribar a l'ofici d'actriu més que tardanament, no començant al Theatre de l'Old Vic fins al 1925, a l'edat de trenta-tres anys. La seva interpretació es va distingir immediatament en el gènere còmic, i es va fer ineludible de les comèdies d'aquest període (dels anys 30 a 50) «no he tingut mai la intenció d'interpretar per fer riure», va declarar en la seva autobiografia, «i sempre he estat sorpresa que el públic em trobés graciosa».
En els anys 50, Margaret Rutherford i Davis van adoptar l'escriptor Gordon Langley Hall, d'una vintena d'anys, que més tard canviaria de nom i de sexe, per fer-se Dawn Langley Simmons; va escriure, entre d'altres, una biografia de Rutherford el 1983.
El 1957, Margaret Rutherford va participar en l'episodi "The Kissing Bandit" de la sèrie americana Dick and the Duchess, en la qual feia el paper de Cynthia Gordon, al costat de Patrick O'Neal i Hazel Court. És el 1961, quan Margaret Rutherford va interpretar per primera vegada el paper de Miss Marple, en la cèlebre sèrie d'Agatha Christie. Tenia llavors 70 anys, i ella va insistir per portar la seva pròpia roba, i interpretar al costat del seu marit.
George Harrison, a qui se li va preguntar el 1964, per la seva actriu femenina preferida, va respondre, sense dubtar: - «Margaret Rutherford! »
Es va emportar l'Oscar a la millor actriu secundària el 1963, per a la seva interpretació de la Duquessa de Brighton.
Va ser condecorada amb el títol d'Officer of the Order of the British Empire (OBE) el 1961, i va ser elevada al títol de 'Dame Commander' (DBE) el 1967
Va morir de la Malaltia d'Alzheimer el 22 de maig de 1972. i va ser enterrada amb el seu marit, Stringer Davis, mort l'agost de 1973, al cementiri de l'església St. James, a Gerrards Cros al Buckinghamshire.

## Filmografia selecta
- 1936: Troubled Waters, d'Albert Parker: (no surt als crèdits)
- 1936: Dusty Ermine, de Bernard Vorhaus:Evelyn Summers
- 1937: Catch As Catch Can, de Roy Kellino: Maggie Carberry
- 1943: Yellow Canary, de Herbert Wilcox: Sra. Towcester
- 1943: The Demi-Paradise, d'Anthony Asquith: Rowena Ventnor
- 1945: L'esperit burleta (Blithe Spirit) de David Lean: Madame Arcati
- 1948: Miranda, de Ken Annakin: Infermera Carey
- 1949: The Happiest Days of Your Life, de Frank Launder: Professor Hatton-Jones
- 1950: Passport to Pimlico, de Henry Cornelius: Muriel Whitchurch
- 1952: The Magic Box, de John Boulting: Lady Pond
- 1952: Curtain Up, de Ralph Smart: Catherine Beckwith/Jeremy St. Claire
- 1952: La importància de ser franc (The Importance of Being Earnest), d'Anthony Asquith: Miss Letitia Prism
- 1952: Castle in the Air, de Henry Cass: Miss Nicholson
- 1952: Miss Robin Hood, de John Guillermin: Miss Honey
- 1952: Innocents in Paris, de Gordon Parry: Gwladys Inglott
- 1953: Trouble in Store, de John Paddy Carstairs: Miss Bacon
- 1954: The Runaway Bus, de Val Guest: Miss Cynthia Beeston
- 1957: The Smallest Show on Earth, de Basil Dearden: Sra. Fazackalee
- 1957: Just My Luck, de John Paddy Carstairs: Sra. Dooley
- 1959: I'm All Right Jack, de John Boulting: Tia Dolly
- 1961: On the Double, de Melville Shavelson amb Danny Kaye: Lady Vivian
- 1961: Murder she said, de George Pollock: Miss Marple
- 1963: El ratolí a la lluna (The Mouse on the Moon): Gran Duquessa Gloriana
- 1963: Murder at the gallop, de George Pollock: Miss Marple
- 1963: The V.I.P.s, d'Anthony Asquith amb Elizabeth Taylor i Richard Burton: Duquesa de Brighton
- 1964: Murder ahoy, de George Pollock: Miss Marple
- 1964: Murder most foul, de George Pollock: Miss Marple
- 1965: The Alphabet Murders, de Frank Tashlin: Miss Marple - aparició
- 1965: Chimes at Midnight, d'Orson Welles: Mistress Quickly
- 1966: La comtessa de Hong Kong (A Countess from Hong Kong), de Charles Chaplin amb Marlon Brando i Sophia Loren: Miss Gaulswallow
- 1966: Arabella, de Mauro Bolognini amb Virna Lisi: Princesa Ilaria

## Premis
- 1963: Oscar a la millor actriu secundària per a la seva interpretació a Hotel Internacional.